# Heterotolyposporium lepidospermatis
Heterotolyposporium lepidospermatis är en svampart som beskrevs av Vánky 1997. Heterotolyposporium lepidospermatis ingår i släktet Heterotolyposporium och familjen Anthracoideaceae.   Inga underarter finns listade i Catalogue of Life.